# Крустад

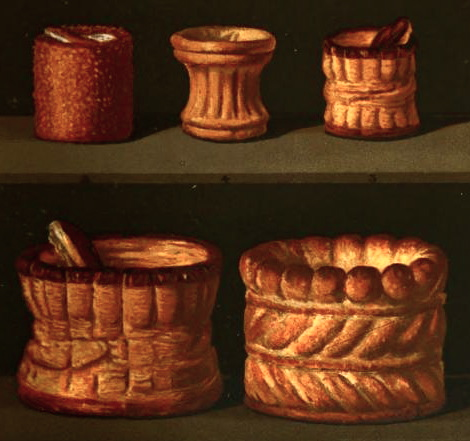
Крустады

Круста́д (фр. croustade — «хрустящая корочка») — горячее блюдо французской кухни в форме чаши или бокала из слоёного или песочного теста, картофельного пюре, рисовой или манной каши, макарон или хлеба, наполненное пикантной начинкой. Крустады запекают в духовом шкафу или жарят во фритюре. Родиной крустадов считается Прованс, их подавали при куртуазных дворах в Ле-Бо-де-Прованс и Оранже во славу благородных дам и трубадуров.
Крустад с начинкой из дичи с гусиной печёнкой и головками спаржи в соусе мадера носит название «Бомарше». Крустад из ржаного хлеба с квашеной капустой и копчёной гусиной грудкой называется русским. Начинку для крустадов готовят также из тушёного свиных мозгов с репчатым луком и чесноком. В романе «Капитан первого ранга» А. С. Новикова-Прибоя на крустадах красуется на графском столе жаркое из фазанов. В. В. Похлёбкин утверждал, что крустады — это также особые вымоченные в молоке и обжаренные на сковороде хлебцы, в том числе из отварного картофеля и риса, предназначенные в качестве закуски к супам, преимущественно прозрачным.